# Govenia
Govenia – rodzaj roślin z rodziny storczykowatych (Orchidaceae). Obejmuje 29 gatunków występujących w Ameryce Północnej, Środkowej i Południowej w takich krajach i regionach jak: Argentyna, Bahamy, Boliwia, Kolumbia, Kostaryka, Kuba, Dominikana, Ekwador, Salwador, Gujana Francuska, Gwatemala, Galapagos, Gujana, Haiti, Honduras, Jamajka, Meksyk, Nikaragua, Panama, Paragwaj, Peru, Portoryko, Surinam, Wenezuela, stan Floryda w Stanach Zjednoczonych.

## Systematyka
Rodzaj sklasyfikowany do plemienia Calypsoeae, podrodzina epidendronowe (Epidendroideae), rodzina storczykowate (Orchidaceae), rząd szparagowce (Asparagales) w obrębie roślin jednoliściennych.
Wykaz gatunków
- Govenia alba A.Rich. & Galeotti
- Govenia bella E.W.Greenw.
- Govenia capitata Lindl.
- Govenia ciliilabia Ames & C.Schweinf.
- Govenia dressleriana E.W.Greenw.
- Govenia elliptica S.Watson
- Govenia fasciata Lindl.
- Govenia floridana P.M.Br.
- Govenia gardneri Hook.
- Govenia greenwoodii Dressler & Soto Arenas
- Govenia jouyana R.González
- Govenia lagenophora Lindl.
- Govenia latifolia (Kunth) Garay & G.A.Romero
- Govenia liliacea (Lex.) Lindl.
- Govenia matudae E.W.Greenw. & Soto Arenas
- Govenia plowmanii Szlach. & Kolan.
- Govenia polychroma Salazar, Fern.-Díaz & Huerta-Alvízar
- Govenia praecox Salazar & E.W.Greenw.
- Govenia purpusii Schltr.
- Govenia quadriplicata Rchb.f.
- Govenia renilabia Szlach. & Kolan.
- Govenia rubellilabia García-Cruz
- Govenia sodiroi Schltr.
- Govenia superba (Lex.) Lindl.
- Govenia tequilana Dressler & Hágsater
- Govenia tingens Poepp. & Endl.
- Govenia utriculata (Sw.) Lindl.
- Govenia viaria Dressler
- Govenia vilcabambana Dodson